# Зиргантау
Зирганта́у (баш. Зирган тау) — гора в Ишимбайском и Мелеузовском районах Башкортостана Российской Федерации.

## История
1 июля 1735 года башкирские войска у горы Зиргантау, под командованием Кильмяка Нурушева напали на Вологодский полк и нанесли этому полку значительное поражение.

## География
Гора находится южнее Уфы на 170 км.
У подножия горы расположены село Зирган, д. Сабашево, Камбулатово, Яшельтау, детские лагеря отдыха, туристическая база «Агидель-Спутник». В 14 км от горы расположен город Салават.
В 1 км от горы протекает река Белая. К востоку протекает Алмала, впадающая в реку Зирганка (текущая к югу от горы к Белой). С горы в реку Белую текут небольшие ручьи.
Гора покрыта лесом.
Годовая сумма осадков составляет от 700 до 1100 мм. Снежный покров составляет 80—100 см и лежит в среднем от 160 до 200 дней. Выражена высотная поясность ландшафтов. Средняя температура января составляет от −14 до −17 °C, июля — от +9 до +16 °C.
На склонах горы многочисленные выветриваемые формы.

## Горнолыжный центр «Зирган-Тау»
В феврале 2002 года на горе открылась горнолыжная трасса с подъёмниками. Длина первой очереди трассы — 1800 м, перепад высот — 200 м. В ночное время трасса освещается.
- Верхняя точка трассы —487,8 метров над уровнем моря.
- Общая протяженность трасс — 4 километра.
- Сложность и количество трасс: общее число трасс — 3 из них: Зеленые — 2. Синие — 1.
- Трассы протяженностью 700 м, 1200 м, 1850 м. Перепад высот до 230 метров.
- Трасса № 1 очень легкая, учебная — рассчитана на начинающих лыжников.
- Трасса № 2 и № 3 считаются сложными трассами с крутыми склонами — они рассчитаны для лыжников, уже имеющих опыт катания.
- Тип и количество подъемников: всего подъемников — 1, из них Бугельных (одноместных) — 1.
- Общая пропускная мощность подъёмников 880 человек в час.
- Прокат: горнолыжного снаряжения. Дополнительный сервис: автостоянка, проживание

В 2010 году горнолыжный центр был закрыт, оборудование демонтировано.